# Зеленюк, Вадим Сергеевич
Вади́м Серге́евич Зеленю́к (укр. Вадим Сергійович Зеленюк; 10 июня 1988, Красилов — 22 августа 2022, Донецкая область) — украинский военнослужащий, майор, участник российско-украинской войны. Герой Украины (6 октября 2022, посмертно).

## Биография
Родился 10 июня 1988 года в городе Красилов в Хмельницкой области Украинской ССР.
В 2010 году окончил факультет внутренних войск Киевского национального университета внутренних дел.
Кандидат в мастера спорта по дзюдо, мастер спорта Украины по самбо, многократный чемпион и призёр Украины и Европы по боевому самбо и дзюдо, чемпион Европы по универсальному бою, обладатель Кубка Президента Украины по рукопашному бою.
Майор, военнослужащий спецподразделения «Омега» Северного объединения Национальной гвардии Украины (НГУ). Прошёл путь от офицера боевой штурмовой группы отряда специального назначения и борьбы с терроризмом одного из подразделений Северного объединения к инструктору по спорту I категории группы неолимпийских видов спорта спортивной команды Клуба НГУ.
С 2014 года постоянно выезжал на ротации, выполняя боевые задания на востоке Украины.
С первых дней вторжения России на Украину участвовал в боях за Киевскую область и Донбасс. Входил в состав группы, задачей которой было проведение разведки целей и корректировка артиллерийского огня в Киевской области. Принимал участие в боевых действиях на Изюмском направлении. Участвовал в боях за Северодонецк.
Погиб 22 августа 2022 года во время отражения наступления врага в окрестностях Авдеевки (по другим данным — вблизи Красногоровки).
Похоронен 26 августа 2022 года в селе Пилипы Хмельницкого района Хмельницкой области.
Остались родители и сестра.

## Награды
- Звание «Герой Украины» с удостоением ордена «Золотая Звезда» (6 октября 2022, посмертно) — за личное мужество и героизм, проявленные в защите государственного суверенитета и территориальной целостности Украины, верность военной присяге[8][9].
- Медаль «За военную службу Украине» (22 июля 2022) — за личное мужество и отвагу, проявленные в защите государственных интересов, укрепление обороноспособности и безопасности Украины[10].